# Narkausjärvi
Narkausjärvi är en sjö i Gällivare kommun i Lappland och ingår i Kalixälvens huvudavrinningsområde. Sjön har en area på 0,546 kvadratkilometer och ligger 373 meter över havet. Narkausjärvi ligger i Tunturit Natura 2000-område. Sjön avvattnas av vattendraget Narkausjoki.

## Delavrinningsområde
Narkausjärvi ingår i det delavrinningsområde (747584-175818) som SMHI kallar för Utloppet av Narkausjärvi. Medelhöjden är 407 meter över havet och ytan är 9,32 kvadratkilometer. Det finns inga avrinningsområden uppströms utan avrinningsområdet är högsta punkten. Narkausjoki som avvattnar avrinningsområdet har biflödesordning 3, vilket innebär att vattnet flödar genom totalt 3 vattendrag innan det når havet efter 219 kilometer. Avrinningsområdet består mestadels av skog (63 procent) och sankmarker (28 procent). Avrinningsområdet har 0,55 kvadratkilometer vattenytor vilket ger det en sjöprocent på 5,9 procent.